# Río Cheguetchat
El río Cheguetchat (en ruso: Чегетчат) es un río del Gran Cáucaso en el distrito de Zelenchuk de la república de Karacháyevo-Cherkesia del sur de Rusia, en la reserva natural de Teberdá. Es afluente por la derecha del río Maruja, componente del Mali Zelenchuk, que desemboca en el río Kubán.

## Curso
El río nace en el lagp Cheguetchat, al norte del pico Karakaya y el paso de Maruja, en la vertiente norte de la cordillera principal del Cáucaso, cerca de la frontera con Abjasia/Georgia. Discurre por un valle de alta montaña sin poblaciones en dirección oeste-noroeste por 4 km hasta alcanzar la orilla derecha del Maruja.